# 166745 Pindor
166745 Pindor este un asteroid din centura principală de asteroizi.

## Descriere
166745 Pindor este un asteroid din centura principală de asteroizi. A fost descoperit pe 4 octombrie 2002 la Apache Point Observatory în cadrul programului Sloan Digital Sky Survey. Asteroidul prezintă o orbită caracterizată de o semiaxă mare de 3,16 ua, o excentricitate de 0,05 și o înclinație de 12,1° în raport cu ecliptica.